# Dreaming
A Dreaming egy dal az amerikai Blondie rockegyüttes 1979-es Eat to the Beat albumáról. Ez volt az album vezető kislemeze Angliában és Amerikában; az angol slágerlistán a második helyet érte el. A szerzői az együttes elsődleges dalírói, Debbie Harry és Chris Stein voltak.

## Kislemez kiadás

### UK 7" (CHS 2359)
1. Dreaming (Debbie Harry, Chris Stein) – 3:08
2. Sound-A-Sleep (Harry, Stein) – 4:18

### US 7" (CHS 2379)
1. Dreaming (Harry, Stein) – 3:08
2. Living in the Real World (Jimmy Destri) – 2:53